# Vassmossen och Nunnestad
Vassmossen och Nunnestad is een plaats in de gemeente Gullspång in het landschap Västergötland en de provincie Västra Götalands län in Zweden. De plaats heeft 81 inwoners (2005) en een oppervlakte van 34 hectare.